# Edwin Bretz
Edwin Bretz (* 9. Oktober 1921 in Kaiserslautern; † nach 1968) war ein deutscher Fußballspieler des 1. FC Kaiserslautern (FCK). Der Offensivspieler gehörte unter Trainer Karl Berndt neben Mitspielern wie Fritz Walter und Werner Baßler der Meistermannschaft der Betzenbergelf in der Saison 1939/40 in der Gauliga Südwest an. Seine langjährige Kriegsgefangenschaft in der Sowjetunion verhinderte die Zugehörigkeit zur Erfolgsmannschaft der „Walter-Elf“ nach Ende des Zweiten Weltkriegs, da der spätere Gymnasiallehrer erst im Jahr 1955 als Spätheimkehrer nach Deutschland zurückkam.

## Fußball, Weltkrieg, Gefangenschaft, Rückkehr
Edwin Bretz spielte in der Jugend und auch im Seniorenbereich mit Fritz Walter zusammen und hatte mit der späteren Sportreporterlegende Rudi Michel das Gymnasium in Kaiserslautern besucht. Mit der ersten Jugendmannschaft des FCK gewann er 1939 an der Seite von Ludwig Walter, Ottmar Walter, Werner Kohlmeyer und Ernst Liebrich die HJ-Bannmeisterschaft und wurde auch in der Auswahl des Banns 323 in den HJ-Wettbewerben eingesetzt; so unter anderem am 30. April 1939 in der Begegnung gegen den Bann 317 (Ludwigshafen). Er debütierte in der 1. Mannschaft des FCK in der Saison 1939/40 in der Gauliga Südwest, als die „Roten Teufel“ erstmals die Meisterschaft erringen konnten. Er absolvierte fünf Gauligaspiele an der Seite von Mitspielern wie Fritz Walter (13 Spiele, 25 Tore), Werner Baßler (14 Spiele, 10 Tore) und Heinrich Hergert (13 Spiele, 3 Tore).  Durch seine Einberufung zur Wehrmacht und Teilnahme am Russlandfeldzug konnte er in den Folgejahren nur noch jeweils ein Ligaspiel in den Runden 1940/41 und 1941/42 für den FCK bestreiten. Zusätzlich war der Gymnasiast als Kriegsgastspieler bei der SpVgg Andernach und für Blau-Weiß Berlin kurzzeitig im Einsatz.
Im Januar 1943 geriet Bretz im Stalingrader Kessel in Gefangenschaft.; Er war zuerst in Astrachan, dann in Stalingrad beim Wiederaufbau der Stadt, wo er mit tausenden Kriegsgefangenen zwischen den zerstörten Werkshallen der Traktoren- und Panzerfabriken „Roter Oktober“ lebte und schließlich ab 1953 im Ural. Trotz aller Entbehrungen und Einschränkungen spielte er überall Fußball. Er organisierte in den Gefangenenlagern Fußballspiele, die bei den Beteiligten und bei den Bewachern einen außerordentlichen Stellenwert einnahmen.
Bundestrainer Sepp Herberger verschaffte Bretz nach dessen Heimkehr aus der Gefangenschaft einen Platz an der Universität Mainz, weil er Lehrer werden wollte und es höchste Zeit für das Studium war, das er als Spielertrainer von Hassia Bingen finanzierte.
Im ersten Jahr der zweitklassigen Fußball-Regionalliga Südwest, 1963/64, übte der ehemalige Spieler der „Roten Teufel“ das Traineramt beim ASV Landau aus. Mit dem vormaligen Amateurvertreter belegte er mit Spielern wie Peter Schäffler und Franz Schmitt in einer 20er-Staffel mit 17:59 Punkten den 19. Rang und Landau kehrte wieder in das südwestdeutsche Amateurlager zurück.
Im Vorwort des Blickensdörfer-Buchs „Doppelpass an der Wolga“ schrieb Fritz Walter, der Weltmeister der Schweizer Turniertage unter anderem: „[…] haben mich die faszinierenden Erlebnisse der unglücklichen und doch vom Spiel beglückten Helden dieses Buchs tief beeindruckt. Einer von ihnen, mein Freund Edwin Bretz aus Kaiserslautern, hätte mit mir am 4. Juli 1954 in Bern Weltmeister werden können. Er war ein Stürmer von unerhörter Vielseitigkeit, und Sepp Herberger wusste es. Aber als wir im Endspiel standen, hat Edwin Bretz seinen Fußball weit hinten im Ural in der Unfreiheit gespielt. Und der Ball war seine Sonne“.

## Erinnerung an den Lehrer
Die Festschrift zum 125-jährigen Bestehen des Max-Slevogt-Gymnasiums in Landau enthält die Erinnerung an den Lehrer Edwin Bretz und seine Würdigung durch ein Mitglied des Abiturjahrgangs 1968 dessen Lehrer er in Sport und Erdkunde war. Bretz war in den frühen 1960er Jahren an das Landauer Gymnasium gekommen. Er gestaltete den Unterricht anregend, Erdkunde bedeutete nicht nur geographisches Einzelwissen, sondern umfasste auch Geopolitik, Klimatologie und Kosmologie. Den Weltentstehungstheorien und den astronomischen Gesetzen galt sein bevorzugtes Interesse. Die Schüler zollten ihm Respekt. Viele verehrten ihn wegen seines ausgewogenen Urteils und seines Stils. Im Sport pflegte er fast alles selbst vorzuführen. Er demonstrierte einmal, wie im Fußball ein Eckball auszuführen sei. Der erste Eckball ging, unhaltbar für den Torwart, in der langen Ecke direkt ins Tor. Das hätte Zufall sein können, er wiederholte es aber viermal hintereinander und dies bei unbestrittenen Fähigkeiten des Torhüters. 
Es kam auch zu vielen Gesprächen über die Zeit in Russland. Bretz hatte in der Gefangenschaft die Verlassenheit des Menschen, seine Ziellosigkeit, seine Einsamkeit, seine Hilflosigkeit und Wehmut erfahren. Der Fußball hatte die Männer, die Bretz um sich geschart hatte, aus Apathie und Hoffnungslosigkeit gerissen und sie die unsäglich harten Jahre des Krieges und der Kriegsgefangenschaft überstehen lassen. Er war gezeichnet zurückgekommen. Aufgrund seiner Lauterkeit und Glaubwürdigkeit hörten ihm die Schüler gebannt zu. Seine Erfahrungen ermöglichten ihm stets ein nüchternes Urteil. Er erweckte den Eindruck, dass ihm die Schule mehr am Herzen lag als die eigene Karriere. Seine besondere Autorität machte ihn zu einer Integrationsfigur. Er war nicht der Versuchung ausgesetzt, Machtfülle zu demonstrieren, Signale zu missachten, seine Erkenntnis allein für relevant und seinen Willen für entscheidend zu halten. Er suchte den Kontakt zu seinen Schülern und versuchte auch die Gedanken und Empfindungen abseits stehender zu ergründen. Er war eine Orientierungshilfe für seine Schüler, sein Denken war analytisch klar, skeptisch, aber voller Zuversicht, nüchtern, doch stets mitfühlend. Die Gelassenheit, mit der er gelegentlich zu schulischen Problemen Stellung nahm, war imponierend, wo Trost nötig war, war sie ermutigend. Mahnend wies er die Schüler darauf hin, wie wichtig und wohltuend es sei, erst zu denken und dann zu sprechen. Er drängte niemanden seine Erkenntnisse auf, hielt keine belehrenden Vorträge, aber wusste sehr genau, was sein Urteil wert war; mit anderen Worten: Er kannte seinen Rang und war dennoch von äußerster Bescheidenheit. Er sprach in einer ruhigen, bestimmten Art, ohne Theatralik, kenntnisreich und überzeugend.